# طفل الصندوق
جوزيف أوجستس زرائيلي ، طفل الصندوق أو الطفل في الصندوق (بالإنجليزية: The Boy in the Box)‏ وكان يُطلق عليه أيضاً طفل أمريكا المجهول، هو الاسم الذي أُطلق على جثة طفل مجهول الهوية كان يبلغ من العُمر من 4 أعوام، وُجد الطفل عارياً ميتاً في صندوق من الورق المُقوى في حي فوكس تشيس في مقاطعة فيلادلفيا التابعة لولاية بنسيلفانيا في الولايات المتحدة الأمريكية بتاريخ 25 فبراير 1957. تم الإعلان عن اكتشاف هويته في مؤتمر صحفي لشرطة فيلاديلفيا في 8 ديسمبر 2022 وما زالت قضيته مفتوحة حتى اليوم.

## اكتشاف الجثة

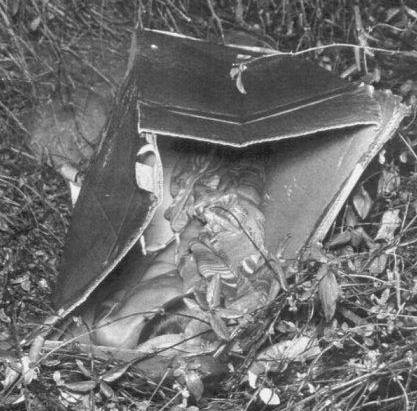
صورة للطفل داخل الصندوق.

في فبراير 1957، تم العثور على جثة الطفل، ملفوفة في بطانية منقوشة، في الغابة قبالة الطريق سسكويهانا في حي فوكس تشيس، في فيلادلفيا. كان الجسد العاري داخل صندوق من الورق المقوى الذي كان يحتوي في وقت من الأوقات على سرير من النوع المباع من قبل شركة جي سي بيني. وكان شعر الطفل قد تم قصه بطريقة مرتبة وأظافره مُقلمة بشكل طبيعي. كانت هناك علامات تدل على سوء التغذية الحاد، فضلا عن ندبات جراحية في الكاحل والفخذ، وندبة على شكل حرف L تحت الذقن.
تم اكتشاف الجثة لأول مرة من قبل شاب كان يفحص مصائد فئران المسك. وخوفا من أن تصادر الشرطة مصائده، لم يبلغ عن ما وجده. وبعد بضعة أيام، شاهد طالب جامعي أرنبًا يركض في الشجيرات، أوقف سيارته ليستطلع عليه وبالصدفة اكتشف الجثة. هو أيضا كان مترددًا في إبلاغ الشرطة، لكنه أبلغ عن اكتشافه في اليوم التالي.

## التحقيق
استلمت الشرطة التقرير وفتحت تحقيقاً في 26 فبراير 1957. أُخذت بصمات الطفل الميت، وكانت الشرطة في البداية متفائلة وعلى ثقة بأنه سيتم التعرف عليه قريباً. ومع ذلك، لم يأت أحد على الإطلاق بأي معلومات مفيدة.

جذبت القضية اهتماماً كبيراً من وسائل الإعلام في فيلادلفيا. ووزعت صحيفة فيلادلفيا انكوايرر 400 ألف نشرة عن صورة الصبي في جميع أنحاء المنطقة أملاً بالتعرف عليه، كما تم تضمينها في كل فاتورة غاز في فيلادلفيا. تم تمشيط مسرح الجريمة مراراً وتكراراً من قبل 270 من مجندي أكاديمية الشرطة الذين اكتشفوا غطاءه القطني ذو اللون الأزرق ووشاحه ومنديله، لكن كل هذه الأدلة لم تقودهم إلى شيء. وذهب رجال الشرطة لأبعد من ذلك، حيث صوروا الطفل وهو مرتدي كامل ملابسه في وضعية الجلوس، كما كان يبدو عندما كان حياً على أمل أن تقودهم هذه الصور إلى أي دليل. وعلى الرغم من الجدل والاهتمام المتقطع على مر السنين، لا تزال هوية الصبي غير معروفة. وظلت القضية دون حل حتى يومنا هذا.

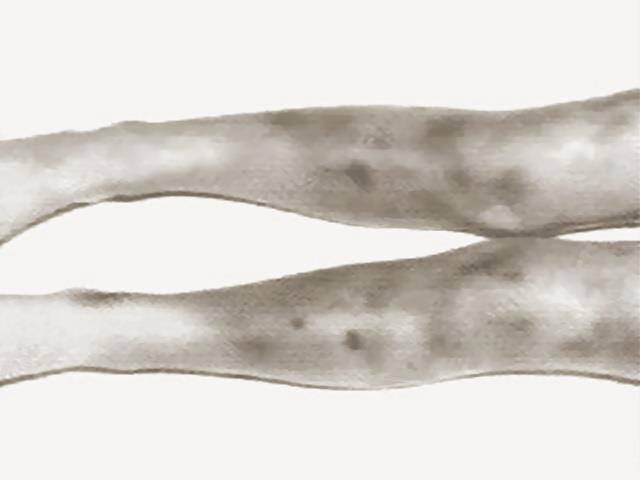
تظهر على أرجله علامات كدمات شديدة وسوء تغذية والتندب.
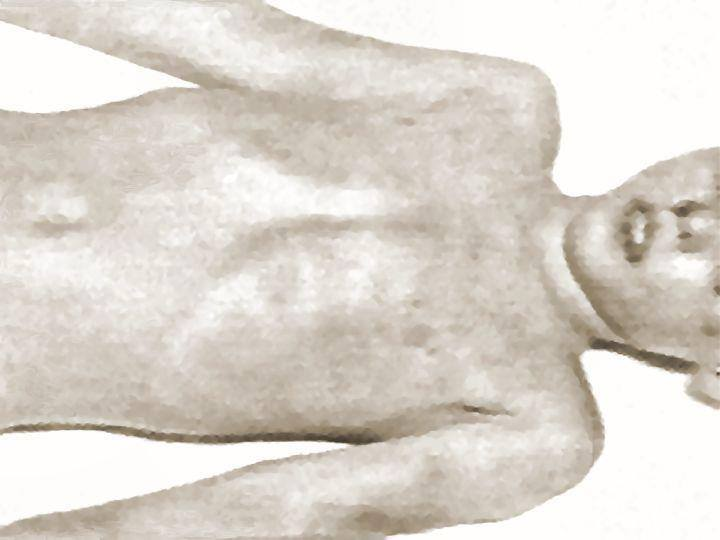
تظهر على جذع الولد علامات سوء التغذية الحاد والمجاعة والتندب.

في 21 مارس 2016، أصدر المركز الوطني للأطفال المفقودين والمستغلين عملية إعادة بناء لوجه الضحية وأضافته إلى قاعدة البيانات الخاصة بهم.

## نظريات
قُدمت العديد من الافتراضات والنظريات تخص القضية. وعلى الرغم من تفنيد ورفض معظم هذه الحالات، أثارت نظريتان اهتمامًا كبيرًا بين الشرطة ووسائل الإعلام، وتم التحقيق بشأنهما على نطاق واسع.

### دار رعاية الأطفال

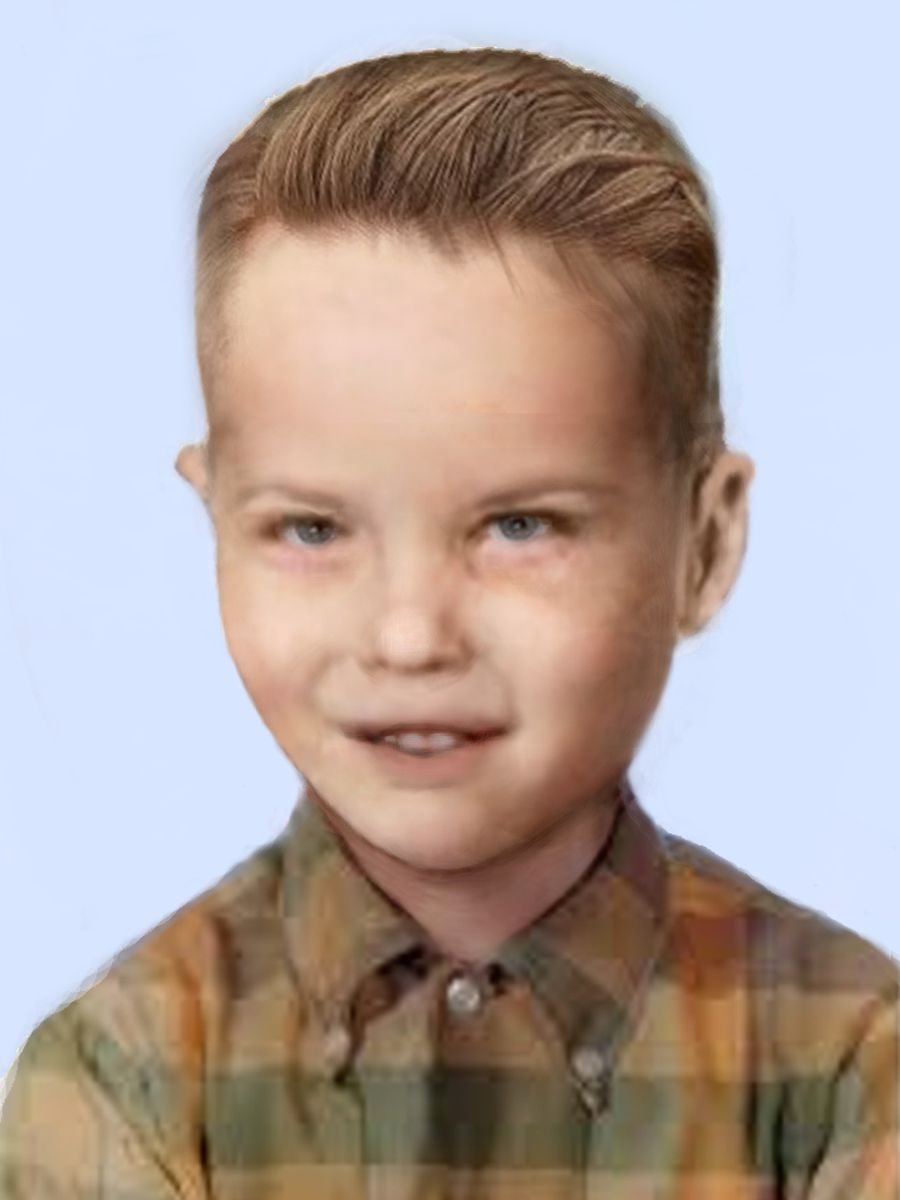
إعادة بناء صورة الطفل، وتُظهر كيف يبدو عندما كان حياً.

هذه النظرية تتعلق بإحدى منازل دار رعاية الأطفال الذي يقع على بعد ميل ونصف (قرابة 2.5 كم) تقريبًا من موقع الجثة.
في عام 1960، استعان ريمنجتن بريستو، وهو موظف في مكتب الطبيب الشرعي الذي تابع القضية بإصرار حتى وفاته في عام 1993 بوسيطة روحانية في نيو جرسي لتحل له القضية، وبعد استعانتها بإحدى الأدوات المتعلقة بالجثة طلبت منه البحث عن منزل كبير ذو درابزين خشبي وإلى جانبه كوخ خشبي مخصص للعب الأطفال. وهناك اكتشف منزلاُ يطابق المواصفات.
عندما وصل إلى المنزل اكتشف بريستو مهدًا مشابهًا للمهاد التي تباع في جي سي بيني كما اكتشف بطانيات مُعلقة على حبل لنشر الغسيل تشبه البطانية التي كانت تغطي جسم الطفل. ظن بريستو أن الصبي ينتمي إلى هذا المنزل الذي كان يُديره رجل يُدعى آرثر نيكلوتي حيث كان يعيش مع زوجته كاثرين وابنتها الشابة آنا ماريا، وكانت هذه العائلة تستقبل من حين لآخر أطفالاً لرعايتهم، هؤلاء الأطفال كانوا إما يتامى أو لقطاء تُرسلهم الإدارة المحلية للمدينة أو الولاية إلى منازل المتطوعين من أجل العناية بهم مؤقتاً لحين العثور على منزل دائم لهم. وأنهم تخلصوا من جسده حتى لا تنفضح الزوجة بكونها أم غير شرعية.
على الرغم من هذه الأدلة الظرفية، لم تتمكن الشرطة من العثور على أي روابط محددة بين الطفل في الصندوق والأسرة الحاضنة.
وفي عام 1998، أجرى ملازم شرطة فيلادلفيا توم أوغستين المسؤول عن التحقيق وعدد من أعضاء في جمعية فيديوك (مجموعة من رجال الشرطة المتقاعدين والشخصيات المتقاعدة)، مقابلات مع الأب والحاضنة (التي كان قد تزوجها). بدا أن المقابلة تؤكد أن العائلة لم تكن متورطة في القتل. وتم إغلاق التحقيق. وأظهر اختبار الحمض النووي أن ابنة زوجته لم تكن والدة الطفل.

### نظرية السيدة "M"
ظهرت نظرية أخرى في فبراير 2002 من قبل امرأة تم تعريفها فقط باسم "M" اعتبرت الشرطة أن قصتها معقولة، لكنها كانت مضطربة بسبب شهادتها بسبب أن لديها تاريخ من المرض العقلي. زعمت «إم» أن والدتها قد اشترت الطفل المجهول (الذي كان اسمه جوناثان) من والديه في صيف 1954. في وقت لاحق، تعرض الصبي للإساءة البدنية والجنسية القاسية لمدة سنتين ونصف من والدتها. وفي إحدى الأمسيات على العشاء، تقيأ الطفل بعد تناوله طبق الفاصوليا وسبب هذا غضباً من قِبل والدتها، التي قامت بضربه بشدة بضرب رأسه بالأرض حتى فقد وعيه، فقامت بمحاولة منها لاعادته إلى وعيه، قامت بغسله وخلال الاستحمام فارق الحياة. تطابق هذه التفاصيل معلومات معروفة للشرطة فقط، حيث وجد الطبيب الشرعي أن داخل بطن الصبي احتوى على بقايا الفاصوليا المخبوزة وأن أصابعه كانت مجعدة جراء تعرضها للماء.
ثم قصت والدة «إم» شعره الطويل المميز (وهو ما لاحظته الشرطة في تحقيقاتها الأولية حيث كان شعر الصبي قد قص بطريقة غير محترفة) في محاولة لإخفاء هويته. ثم أجبرت والدة السيدة M ابنتها لمساعدتها في إلقاء جثة الصبي. وذكرت أيضاً أنه وبينما هما تستعدان لإخراج جثة الطفل من السيارة، مر رجل عابر وسأل ما إذا كانتا تحتاجان للمساعدة، فقامت والدة السيدة M بالطلب من ابنتها أن تقف أمام لوحة تسجيل السيارة وتحجبها عن الرؤية، بينما أقنعت الأم ذلك الرجل الطيب أنه لا توجد أية مشكلة. فقاد الرجل سيارته مبتعدا. هذه القصة تطابق شهادة سرية أدلى بها رجل عام 1957، قال فيها أن جثة الطفل وضعت في صندوق مهمل كان في مكان وقوف السيارة.
على الرغم من معقولة النظرية، لم تتمكن الشرطة من التحقق من قصتها. نفى الجيران الذين كانوا يصلون إلى منزل «إم» خلال الفترة الزمنية المعلنة وجود صبي صغير يعيش هناك ورُفضت مزاعم السيدة «إم».

### نظريات أخرى
فنان الطب الشرعي فرانك بيندر (بالإنجليزية: Frank Bender)‏ (1941-2011) طوّر نظرية تقول بأن الطفل الضحية ربما كان يُربى تربية الفتيات، وقد اعتمد في هذه النظرية على قصة الشعر غير المحترفة والتي تدل أنها قد تمت على عجل، واعتمد أيضاً على شكل الحواجب الذي يشبه حواجب الفتيات. فيما بعد قام فرانك بيندر برسم صورة للطفل الضحية بشعر طويل بناء على العلامات التي وجدت على الجثة.

### الإعلان عن هوية الطفل
كان الطفل ضحية جريمة قتل مجهولة لعقود ، ومع ذلك ، في 30 نوفمبر 2022 ، أعلنت إدارة شرطة فيلادلفيا أنها حددت هوية الطفل من خلال استخدام الاختبارات الجينية وعلم الأنساب الجيني الاستقصائي ، وأنها ستقدم تحديثًا للحالة في الأسبوع التالي لتاريخ الإعلان عن هوية الطفل ، ذكرت المصادر أنه كان ابنًا لعائلة بارزة في مقاطعة ديلاوير بولاية بنسلفانيا. قالت السلطات إن التحقيق سيستخدم هذه المعلومات الجديدة لمواصلة البحث عن المشتبه بهم. في 8 كانون الأول (ديسمبر) 2022، تم إعلان هوية الطفل علنًا على أنه جوزيف أوغسطس زرائيلي البالغ من العمر 4 سنوات، المولود في 13 يناير 1953. كشف علماء الأنساب عن اسمه قبل أكثر من عام ، في أكتوبر 2021. في 19 يناير 2023، تم الإبلاغ عن أسماء والدي زارلي.
تمكن المحققون أخيرًا من التعرف عليه بعد أن قام ابن عمه بتحميل الحمض النووي إلى قاعدة بيانات عامة. شجع المحققون بعد ذلك والدة هذا الشخص (وهي من أقرباء زرائيلي) على تقديم ملف جيني إلى GEDmatch.com، وهو ما فعلته، مما سمح للمحققين بالتعرف على والديه. صدر بعد ذلك أمر من المحكمة لشهادة ميلاد الطفل، والذي كشف عن اسم الطفل وأسماء والديه (تم التحقق منه لاحقًا بواسطة الحمض النووي)

## الدفن
دُفن الطفل في حقل الفخار (وهو اسم يُطلق في الولايات المتحدة على المقبرة التي تخصص لدفن الأشخاص مجهولي الهوية). في عام 1998، تم استخراج جثته لغرض استخراج الحمض النووي. أعيد دفنه في مقبرة آيفي هيل في سيداربروك في فيلادلفيا. وقد كان هناك حضور عام كبير وتغطية إعلامية في الريفوريال. يحتوي القبر على شاهد يحمل كلمات «الطفل الأمريكي المجهول». سكان المدينة أحاطوا القبر بالزهور والحيوانات المحنطة.